# De wet van Negen
De Wet van Negen (The Law of Nines) is een fantasy-boek, geschreven door Terry Goodkind en wordt gezien als een zogenoemde verre toekomst epiloog, in de fantasyboekenreeks De wetten van de magie. Het werd voor het eerst gepubliceerd op 18 augustus 2009 in de Verenigde Staten. Kort na de lancering belandde het op de tiende plaats van de New York Times-bestsellerslijst. De Nederlandse vertaling werd gedaan door Emmy van Beest, Marion Drolsbach en Niels van Eekelen, en verscheen november 2009 bij uitgeverij Luitingh.

## Samenvatting van het boek
Alexander Rahl (Alex) is een kunstenaar die woont in Orden, Nebraska. Zijn moeder zit opgesloten in een psychiatrische inrichting omdat ze gewelddadig en schizofreen zou zijn; ze vertelt haar zoon dat ze via spiegels in de gaten wordt gehouden. Alex' enige andere familielid is zijn grootvader Ben, een voormalig soldaat.
Alex is onderweg naar zijn galerie wanneer hij Jax, een jonge vrouw, redt van een verkeersongeval. Hij is meteen door haar gefascineerd en begeleidt haar naar de galerie, waar ze hem complimenteert met een van zijn werken, een landschapsschilderij van een open plek in een bos. Alex vertelt haar dat hij deze plek verzonnen heeft. Jax beweert echter dat zij deze plek kent en dat het op één detail na – een ontbrekende boom (waarvan Alex weet dat hij die uit compositorische overwegingen had weggelaten) – een exacte gelijkenis is.
Op zijn 27ste verjaardag ontvangt Alex de documenten die zijn grootvader hem naliet. Hij erft een groot stuk domein in Maine, dat al heel lang in het bezit van zijn familie is en niet bebouwd mag worden. Het betreft een ongecultiveerd bos dat onder andere een rotsformatie bevat die de Kasteelberg wordt genoemd. Het omliggend gebied is een natuurreservaat in handen van de "Dagget Trust". Alex heeft één jaar de tijd om te besluiten of hij deze erfenis wil aanvaarden; daarna vervallen zijn rechten op aanspraak en zal het terrein een deel van het omliggend natuurgebied worden – alleen een erfgenaam zou het gebied weer kunnen opeisen. Alex accepteert de erfenis en vertrekt.
Wanneer Alex terugkeert naar de galerie en daar opnieuw Jax ontmoet, begint het avontuur pas echt. Ze probeert hem ervan te overtuigen dat ze beiden in gevaar zijn en worden achtervolgd door mensen uit een andere wereld. Ze bespreken de betekenis van de naam Alexander: "redder van mensen" en hoe deze zich verhoudt tot een profetie die heeft verklaard dat Alex degene is die de wereld waarin Jax thuishoort kan redden. De daaropvolgende gebeurtenissen dwingen Alex in te zien dat, als Jax' verhaal waar is, hij zijn leven niet zeker is en dat hij de spil vormt in een diepgaand complot dat de hele wereld kan vernietigen.